# Championnat du Bangladesh de football 2013-2014
Navigation
Édition précédente Édition suivante
La saison 2013-2014 du Championnat du Bangladesh de football est la septième édition de la Bangladesh League, le championnat national professionnel de première division bangladais. Les dix équipes engagées sont regroupées au sein d'une poule unique où elles affrontent trois fois leurs adversaires. En fin de saison, le dernier du classement est relégué et remplacé par les deux meilleurs clubs de deuxième division.
C'est le club de Sheikh Jamal Dhanmondi Club qui remporte la compétition cette saison après avoir terminé en tête du classement, avec douze points d'avance sur Abahani Limited Dhaka et quinze sur Muktijoddha Sangsad KC. C'est le second titre de champion du Bangladesh de l'histoire du club qui réussit même le doublé en s'imposant en finale de la Coupe du Bangladesh face à Muktijoddha.

## Participants
- Abahani Limited Dhaka
- Mohammedan SC Dacca
- Muktijoddha Sangsad KC
- Sheikh Russell KC
- Brothers Union
- Uttar Baridhara SC - Promu de D2
- Abahani Limited Chittagong - Promu de D2
- Team BJMC
- Feni Soccer Club
- Sheikh Jamal Dhanmondi Club

## Compétition

### Classement
Le classement est établi sur le barème de points classique : victoire à 3 points, match nul à 1, défaite à 0.
| Rang | Équipe                       | Pts | J  | G  | N  | P  | Bp | Bc | Diff |
| ---- | ---------------------------- | --- | -- | -- | -- | -- | -- | -- | ---- |
| 1    | Sheikh Jamal Dhanmondi ClubC | 64  | 27 | 19 | 7  | 1  | 78 | 26 | +52  |
| 2    | Abahani Limited DhakaT       | 52  | 27 | 14 | 10 | 3  | 36 | 16 | +20  |
| 3    | Muktijoddha Sangsad KC       | 49  | 27 | 14 | 7  | 6  | 54 | 26 | +28  |
| 4    | Mohammedan SC Dacca          | 45  | 27 | 12 | 9  | 6  | 36 | 25 | +11  |
| 5    | Brothers Union               | 38  | 27 | 10 | 8  | 9  | 35 | 33 | +2   |
| 6    | Sheikh Russell KC            | 32  | 27 | 8  | 8  | 11 | 38 | 35 | +3   |
| 7    | Team BJMC                    | 30  | 27 | 8  | 6  | 13 | 39 | 49 | -10  |
| 8    | Abahani Limited ChittagongP  | 25  | 27 | 6  | 7  | 14 | 18 | 39 | -21  |
| 9    | Feni Soccer Club             | 18  | 27 | 2  | 12 | 13 | 30 | 48 | -18  |
| 10   | Uttar Baridhara SCP          | 12  | 27 | 2  | 6  | 19 | 18 | 85 | -67  |

|  | Qualification pour la Coupe de l'AFC 2016                                                  |
|  | Qualification pour la Coupe de l'AFC 2015                                                  |
|  | Relégation directe en deuxième division                                                    |
|  | T : Tenant du titre C : Vainqueur de la Coupe du Bangladesh P : Promu de deuxième division |

## Bilan de la saison
| Championnat du Bangladesh de football 2013-2014 |                                        |
| Champion                                        | Sheikh Jamal Dhanmondi Club (2e titre) |
| Coupes et trophées                              |                                        |
| Vainqueur de la Coupe du Bangladesh 2013-2014   | Sheikh Jamal Dhanmondi Club            |
| Qualifications continentales                    |                                        |
| Coupe de l'AFC 2016                             | Sheikh Jamal Dhanmondi Club            |
| Coupe de l'AFC 2015                             | Sheikh Russell KC                      |
| Promotions et relégations                       |                                        |
| Promus en Bangladesh League                     | Rahmatganj MFS                         |
| Promus en Bangladesh League                     | Farashganj SC                          |
| Relégués en Bashundara Senior Division          | Uttar Baridhara SC                     |